# Kazaky
Kazaky ("Kosackerna") är en ukrainsk musikgrupp bestående av Oleh Zjezjeľ, Artur Gaspar, Kyryll Fedorenko och Francesco Borgato. Gruppen bildades år 2010, och strax efter bildandet släppte de sin första låt, upptempo-/afro-låten In The Middle, som släpptes på internet den 30 september 2010.

## Karriär
Gruppen sammansattes av den erfarne koreografen Oleh Zjezjeľ (ukrainska: Олег Жежель) och videon sattes ihop av Jevhen Tymochin. "In The Middle" nådde över 2,3 miljoner visningar på YouTube. Gruppens senaste låt, "Love" gick än bättre än sin föregångare och resulterade i 775,000 klick på YouTube på åtta dagar och totalt över 2,6 miljoner visningar.

### Namn
Gruppens namns stavning, Kazaky, som gruppen började använda på engelska är en variant av det ukrainska ordet Козаки, Kozaky och det ryska Казаки, Kazaki, båda med innebörden "Kosack".
Under 2016 meddelade gruppen att den skulle upphöra med sin verksamhet.
Under 2019 planerade bandet att återvända till scenen i samarbete med den ukrainska sångerskan Maruv.

## Diskografi

### EP-skivor

#### In The Middle
1. In The Middle
2. In The Middle (Radio Edit)
3. Love
4. Love (Radio Edit)

### Singlar
2010
- In The Middle

2011
- Love
- Time
- Dance And Change